# Arda Turan
Arda Turan (Istambul, 30 de janeiro de 1987) é um treinador e ex-futebolista turco que atuava como meio-campista. Atualmente comanda o Shakhtar Donetsk.
Com passagens destacadas por Galatasaray, Atlético de Madrid e Barcelona, é considerado um dos melhores jogadores turcos do século XXI.

## Carreira como jogador

### Galatasaray
Formado nas categorias de base do Galatasaray, Arda Turan teve um período bem sucedido de empréstimo no Manisaspor, por onde chegou na metade da temporada 2005–06. Chamado de volta para a temporada seguinte, aos 19 anos rapidamente impressionou o então treinador Eric Gerets, tendo boas atuações na temporada 2006–07. O jovem meio-campista finalizou a temporada com 36 partidas disputadas e oito gols marcados.
Como manteve o bom desempenho e tornou-se um dos principais jogadores do time, três anos depois, no início da temporada 2009–10, Turan recebeu a faixa de capitão e também a camisa 10 da equipe, que já tinha pertencido a Metin Oktay e Gheorghe Hagi, ídolos do clube.

### Atlético de Madrid

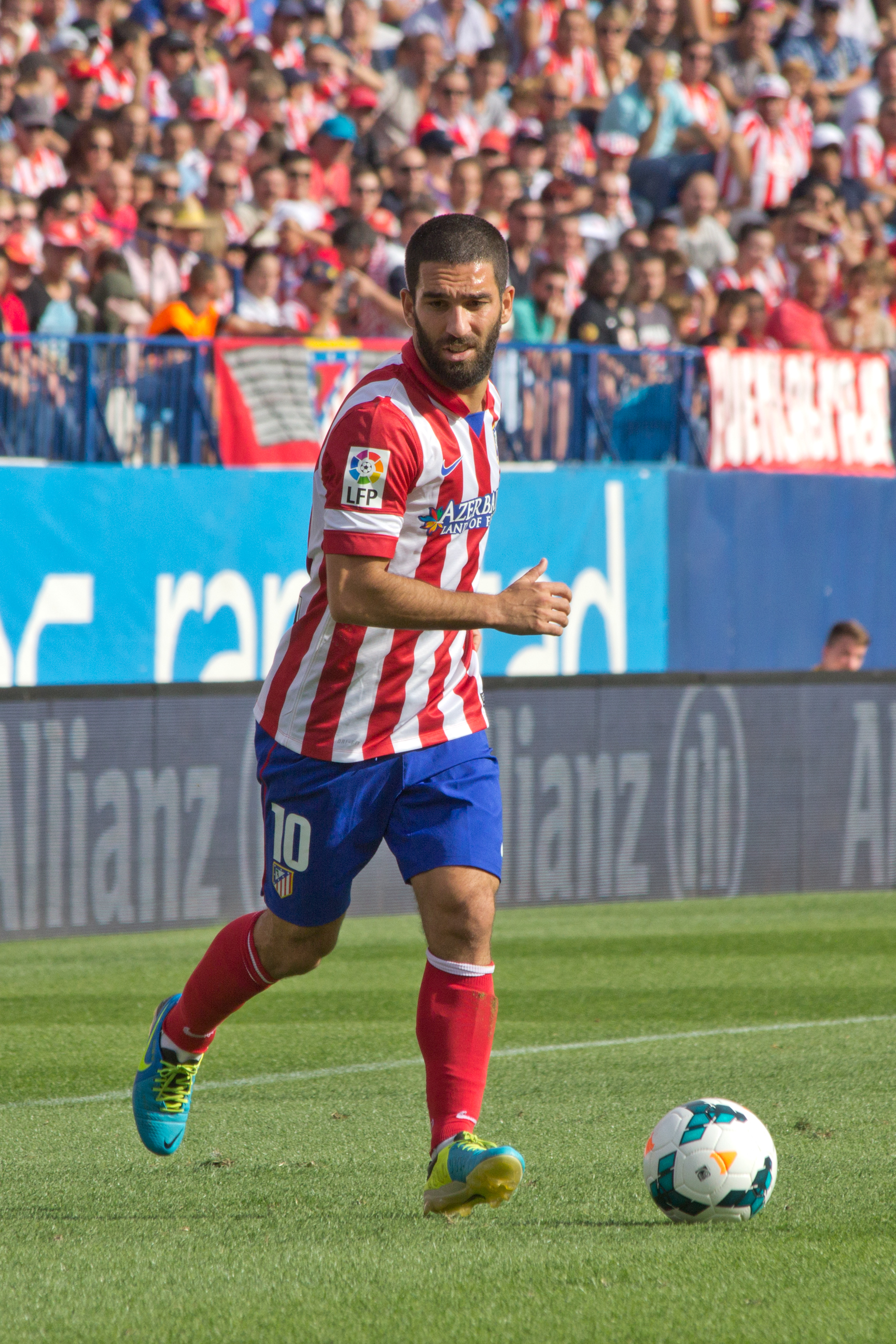
Turan atuando pelo Atlético de Madrid em 2013

Após diversas especulações sobre a sua saída, acabou sendo contratado pelo Atlético de Madrid no dia 10 de agosto de 2011, por 12 milhões de euros. Apresentado no dia 16 de agosto, Arda Turan assinou um contrato válido por quatro temporadas.

### Barcelona
Foi contratado pelo Barcelona no dia 6 de julho de 2015, assinando por cinco temporadas. Porém, devido a uma sanção imposta pela FIFA que impediu o clube de inscrever novos jogadores, o meia só ficou disponível para atuar a partir de janeiro de 2016. Estreou no dia 6 de janeiro, na partida contra o Espanyol pela Copa do Rei. No dia 3 de março, na goleada por 5–1 contra o Rayo Vallecano em Vallecas, válida pela La Liga, Arda Turan tornou-se o primeiro turco a anotar um gol em partida oficial pela equipe.

### İstanbul Başakşehir
Com poucas oportunidades no Barcelona, acertou seu retorno à Turquia no dia 13 de janeiro de 2018, assinando com o Istanbul Basaksehir por duas temporadas e meia. Ao final do empréstimo, não teve seu contrato renovado pelo Başakşehir e ficou sem clube após deixar o Barcelona.

### Retorno ao Galatasaray
Foi anunciado pelo Galatasaray no dia 5 de agosto de 2020, assinando por um ano com opção de renovação por mais um.

## Seleção Nacional
Depois de ter passado por todas as categorias de base da Turquia, Arda Turan estreou pela Seleção Turca principal no dia 16 de agosto de 2006, numa partida contra Luxemburgo.
Dois anos depois foi um dos destaques da Euro 2008, onde marcou dois gols e levou a Turquia ao 3º lugar.
No dia 6 de junho de 2017, Turan agrediu um repórter que acompanhava a Seleção Turca durante um voo que levava a delegação da Macedônia para a Itália. Após isso, foi expulso da delegação e pouco mais tarde decidiu que não voltaria a vestir a camisa 10 do país. No entanto, depois do incidente, Turan voltou a defender a Seleção.

## Carreira como treinador
Em abril de 2023, pouco menos de um ano após se aposentar dos gramados, exerceu seu primeiro trabalho como treinador ao assumir o comando do Eyupspor, da Turquia. Em maio de 2025, foi anunciado pelo Shakhtar Donetsk, da Ucrânia, e assinou por duas temporadas.

## Títulos
Galatasaray
- Copa da Turquia: 2004–05
- Süper Lig: 2007–08
- Supercopa da Turquia: 2008

Atlético de Madrid
- Liga Europa da UEFA: 2011–12
- Supercopa da UEFA: 2012
- Copa do Rei: 2012–13
- La Liga: 2013–14

Barcelona
- La Liga: 2015–16
- Copa do Rei: 2015–16 e 2016–17
- Supercopa da Espanha: 2016
- International Champions Cup: 2017

Istambul Basaksehir
- Süper Lig: 2019–20